# Kovács Béla (politikus, 1908–1959)
Kovács Béla (Patacs, 1908. április 20. – Pécs, 1959. június 21.) kisgazdapárti politikus, a Tildy Zoltán- és Nagy Ferenc-kormány, majd Nagy Imre második és harmadik kormányának földművelésügyi minisztere.
1947-ben a kommunistákkal szembeni kiállása miatt a szovjet hatóságok letartóztatták és a Szovjetunióba szállították, és évekig ismeretlen helyen tartották fogva. Ez az esemény fontos volt a kommunista hatalomátvétel előrehaladása szempontjából és kijózanítólag hatott számos magyar politikusra, akik előtte még bíztak a magyar politikai rendszer demokratikus úton maradásában, mások számára pedig bizonyítékot jelentett arra a várakozásukra, hogy kommunista egyeduralom következik.

## Életrajza
Szülei kisparasztok (6 hold földjük volt), ő maga csak négy elemi és négy polgári iskolát végzett – igaz, később mezőgazdasági szaktanfolyamokat is elvégzett. Ugyanakkor kitanulta a pincér szakmát is, azaz nyitva akarta tartani az utat, hogy elhagyhassa a földművelő életmódot. Mégis földművesként indult az életnek, mert 1926-ban megnősült, és a felesége örökölte nyolc (más forrás szerint 14) holdon kezdtek gazdálkodni. A kis gazdaság gyarapodott: 1940-re már mintegy 30 holdat ért el.

## Közéleti pályája
Nem elégedett meg saját birtoka művelésével, korán feléledtek ambíciói a közélet alakítására. 1927-ben, 19 éves korában Patacson tagja lett a képviselő-testületnek, 1932-től helyettes bíró lett Mecsekalján (ma már Pécshez csatolt községek). „A felemelkedni, polgárosodni akaró, a világ dolgai iránt érdeklődő parasztember típusát testesítette meg, a Baranyában eléggé általános ún. polgárparasztot. Nem csizmában, hanem többnyire cipőben és pantallóban járt” – írta róla Vida István.

### A kisgazdapártban
Az 1930-as évek elején már az országos politika kérdései foglalkoztatták, bekapcsolódott a birtokos paraszti politikai mozgalomba és 1933-ban csatlakozott a Független Kisgazdapárthoz.
Ambiciózus és tehetséges fiatal parasztként, aki szerint az ország jövőjének záloga és törzse a magyar parasztság, gyorsan emelkedett az erősödő párt ranglistáján: hamarosan a párt Baranya vármegyei első számú vezetője (1936), főtitkára lett, 31 éves korában pedig a párt országos főtitkárhelyettese.
A második világháború idején náciellenes függetlenségi mozgalomban vett részt. 1944. november 29-e után a Pécs Városi Intézőbizottság tagja, majd a Belügyminisztérium politikai államtitkára lett. 1945. augusztus 20-ától az FKgP főtitkárává választották.
1945-ben, a második világháború utáni első nemzetgyűlési választásokon a Független Kisgazdapárt 2 697 262 szavazatot kapott, ez abszolút többséget (57%) jelentett. Ennek ellenére a szovjet csapatok jelenléte miatt kénytelen volt a Magyar Kommunista Párttal, a Szociáldemokrata Párttal és a Nemzeti Parasztpárttal koalícióra lépni.

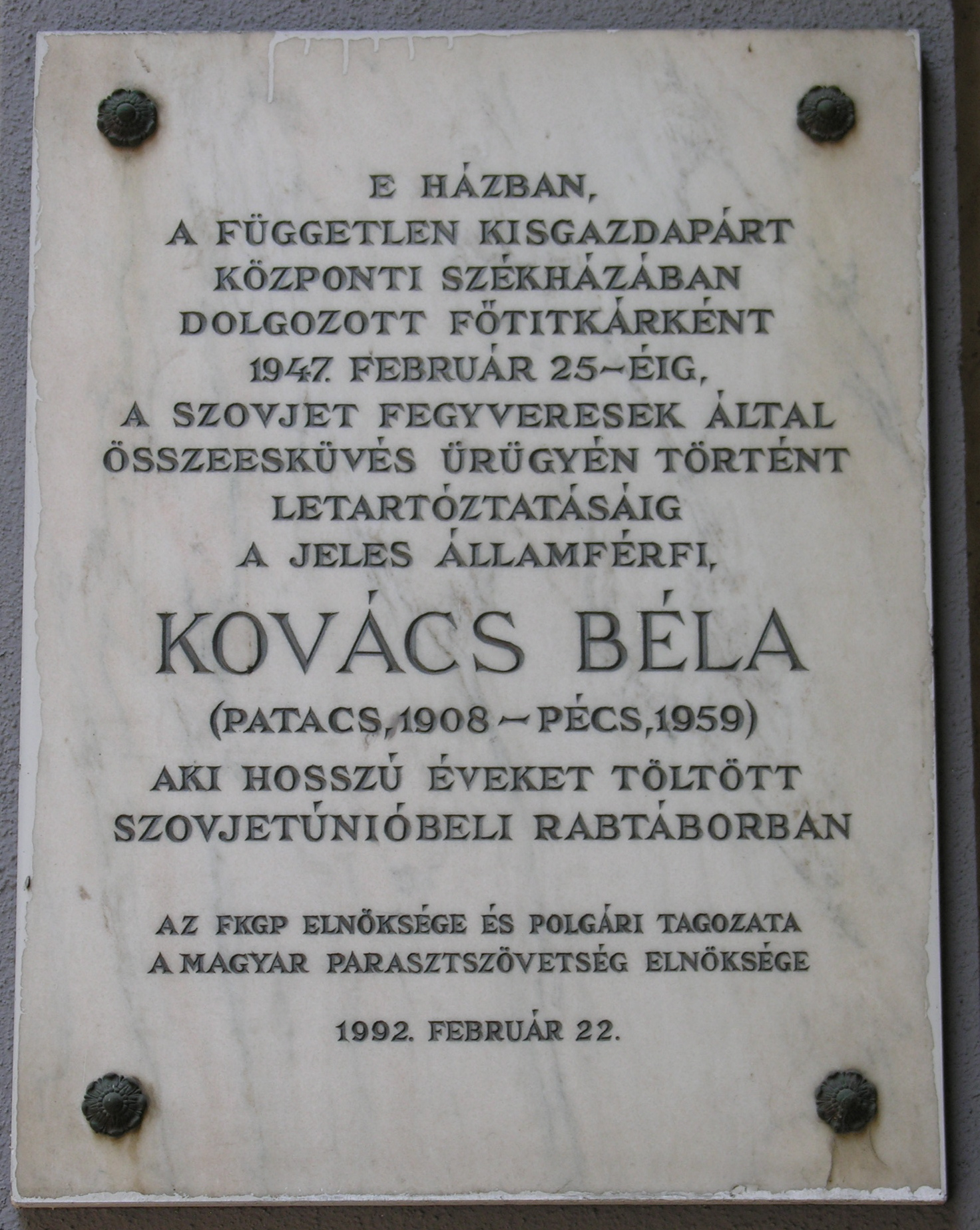
Kovács Béla emléktáblája Budapesten, a Semmelweis utca 1. szám alatt

### Letartóztatása és fogsága
A kommunistáktól még távolságot tartó politikusok elleni hadjárat részeként 1947. január 20-án Rákosi és Szakasits Árpád Nagy Ferenc miniszterelnöktől a kommunistákkal ellenkező Kovács Béla párt főtitkári pozíciójáról való lemondását követelték, de ő nem engedett. 1947. február 21-én a nemzetgyűlés mentelmi bizottsága nem adta ki Kovács Bélát, de a politikus 24-én önként jelentkezett az Államvédelmi Osztályon.
1947. február 25-én este a szovjet hatóságok köztársaság-ellenes összeesküvés vádjával letartóztatták és a Szovjetunióba hurcolták. A Szabad Nép kommünikéje szerint letartóztatása oka az volt, hogy „aktívan vett részt földalatti szovjetellenes fegyveres csoportok alakításában és a szovjet hadsereg ellen irányuló kémkedés szervezésében”. Kovács Béla a következőket írta erről: „Az összeesküvésben nem vettem részt, abban bűnösnek nem érzem magam. Egész életem munkájával kerültem volna szembe, ha a köztársaság, népünk szabadsága, a földreform vagy a demokrácia bármely vívmánya ellen irányuló szervezkedésben részt vettem volna.” A letartóztatás miatt tiltakozásul még aznap kilépett pártjából Kovács Imre, a kommunistákhoz közel sodródott Nemzeti Parasztpárt alelnöke, és elhagyta az országot.
Kovács Bélát húsz évre ítélték a Szovjetunióban. Először a gulágon tartották fogva, majd 1951. szeptember 25-től az Állambiztonsági Minisztérium moszkvai központi börtönében. 1955-ben az ÁVH jászberényi börtönébe szállították, majd 1956. január 18-án a BM Budapesti Központi Börtönébe vitték; de néhány hónappal később, áprilisban hazaengedték családjához.

### 1956 után

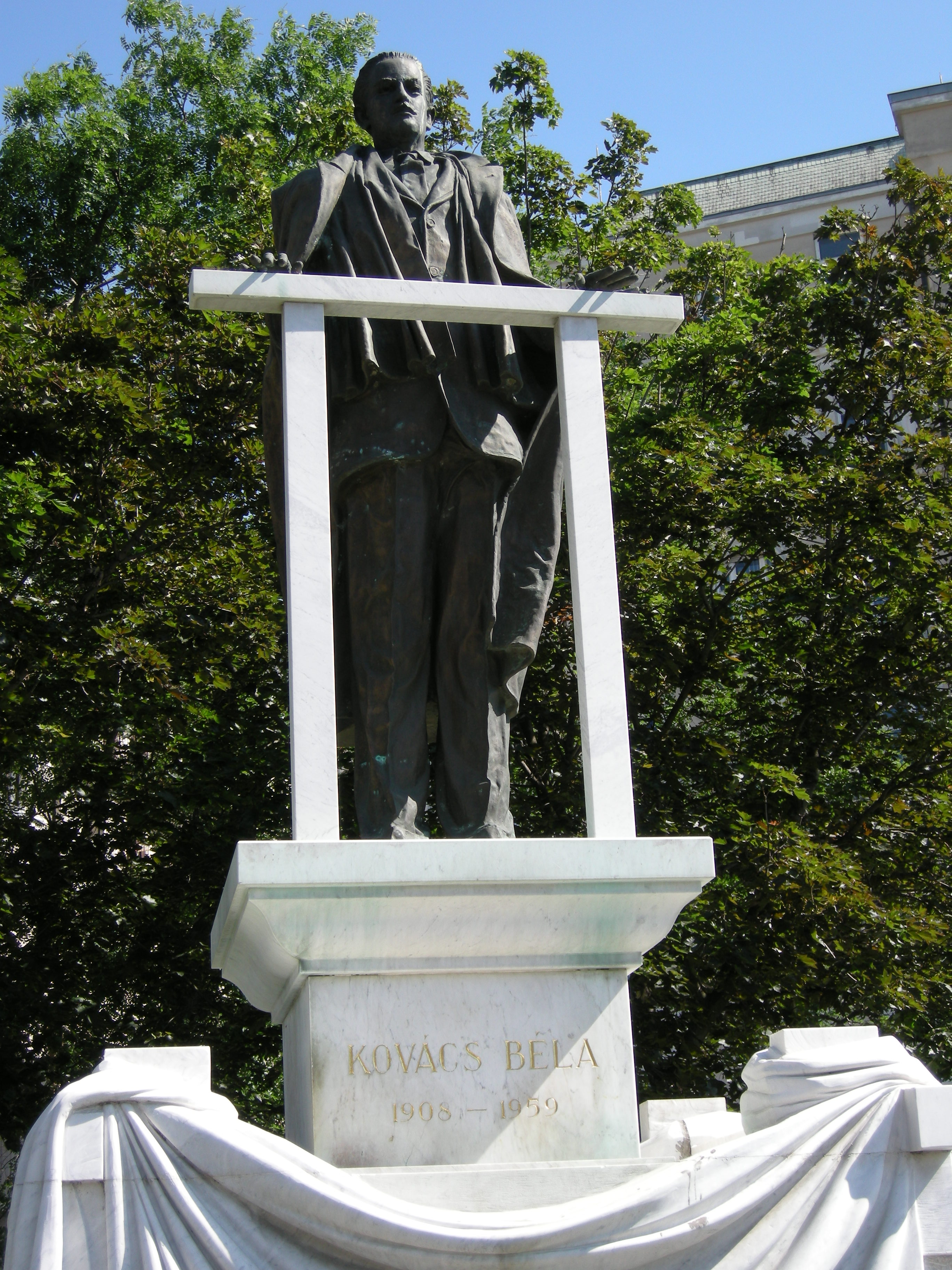
Kovács Béla szobra, melyet 2002-ben, a kommunista diktatúrák áldozatainak emléknapján állítottak (Kligl Sándor műve)

Az 1956-os forradalom és szabadságharc alatt, pontosabban október 31-én részt vett az FKgP újjászervezésében. Október 27. és november 2. között a második Nagy Imre-kormányban földművelésügyi miniszter, majd a kormányátalakítás után két napig államminiszter.
Miután 1956. november 4-én a szovjet csapatok megkezdték az 1956-os forradalom vérbefojtását, Kovács Béla egy ideig idősebb Antall József családjánál lakott. November 4-e után kereste a kiegyezés lehetőségét a Forradalmi Munkás–Paraszt Kormánnyal, tárgyalt Kádár Jánossal. 1958 novemberében országgyűlési képviselővé is megválasztották. 1959. június 21-én halt meg.
Kapcsolatban állt vele Kapócs Ferenc, Nagy Ferenc miniszterelnök személyi titkára is.
1989. május 26-án a Szovjet Legfelsőbb Katonai Ügyészség rehabilitálta.

## Emlékezete
Az Országház és a Miniszterelnöki Hivatal épülete előtti téren álló bronzszobrát 2002. február 25-én avatták (az 55. évfordulóján annak, hogy a szovjetek koholt vádakkal letartóztatták és elhurcolták).
„Annak idején Kovács Béla volt az, aki emberileg és erkölcsileg példát mutatott, és akiben ott rejlett a lehetőség, hogy nagy államférfi legyen. Mint ahogy Nagy Ferencben is” – értékelte Kovács Béla alakját évtizedekkel később Göncz Árpád.
Elhurcolásának évfordulója a kommunista diktatúrák áldozatainak emléknapja Magyarországon, a Magyar Köztársaság Országgyűlésének 2000. június 13-án elfogadott 58/2000. (VI. 16.) sz. határozata alapján.